# Крест святого Георгия (вексиллология)
Крест святого Георгия — прямой красный крест расположен на белом фоне. Центр креста совпадает с серединой белой поверхности, на которую он нанесён. Он является символом христианского святого и великомученика Георгия (греч. Άγιος Γεώργιος).
Крест святого Георгия, умершего мученической смертью в 303 году, использовался во время Крестовых походов и был в то время популярным символом среди рыцарей и знати. Крест святого Георгия был изображен на гербах и флагах стран и городов, для которых Святой Георгий является покровителем (в частности, Грузии, Англии, Арагона, Греции, Генуи и Барселоны).

## Галерея
- Флаг Англии
- Флаг Генуи
- Флаг Грузии
- Флаг Ольстера
- Флаг Милана
- Бывший флаг Северной Ирландии
- Штандарт армии Бретонфа
- Флаг Барселоны
- Флаг Трирского архиепископства
- Герб канадской провинции Онтарио
- Флаг в Амерсфорте
- Флаг Лондонского Сити
- Флаг Сардинии
- Герб канадской провинции Альберта
- Флаг Гернси
- Флаг Олдерни
- Флаг Сарки
- Герб города Йорк, Англия
- Флаг Херми
- Флаг города Монреаль, Канада
- Герб Фрайбурга
- Флаг Мальтийского ордена
- Флаг канадской провинции Онтарио
- Флаг канадской провинции Альберта
- Флаг канадской провинции Манитоба
- Герб канадской провинции Манитоба